# Kåre Ingebrigtsen
Kåre Hedley „Bruttern” Ingebrigtsen (Trondheim, 1965. november 11. –) norvég válogatott labdarúgó, edző. 2023 óta a Ranheim vezetőedzője.

## Edzői statisztika
2023. június 10. szerint.
| Csapat          | Nemzet              | –tól               | –ig                | Mérkőzések | Mérkőzések | Mérkőzések | Mérkőzések | Mérkőzések |
| Csapat          | Nemzet              | –tól               | –ig                | M          | Gy         | V          | D          | Gy %       |
| --------------- | ------------------- | ------------------ | ------------------ | ---------- | ---------- | ---------- | ---------- | ---------- |
| Ranheim Fotball | Norvégia            | 2006. november 13. | 2007. október 24.  | 28         | 15         | 7          | 6          | 53,6       |
| Bodø/Glimt      | Norvégia            | 2008. január 1.    | 2011. május 26.    | 100        | 37         | 25         | 38         | 37,0       |
| Rosenborg       | Norvégia            | 2014. július 21.   | 2018. július 19.   | 182        | 116        | 33         | 33         | 63,7       |
| KV Oostende     | Belgium             | 2019. május 6.     | 2019. december 27. | 23         | 6          | 4          | 13         | 26,1       |
| APÓEL           | Ciprusi Köztársaság | 2019. december 28. | 2020. február 11.  | 11         | 5          | 2          | 4          | 45,5       |
| Brann           | Norvégia            | 2020. augusztus 8. | 2021. július 19.   | 31         | 5          | 10         | 16         | 16,1       |
| Ranheim Fotball | Norvégia            | 2023. január 11.   | Jelenleg is        | 16         | 8          | 2          | 6          | 50,0       |
| Összesen        | Összesen            | Összesen           | Összesen           | 392        | 193        | 83         | 116        | 49,2       |